# Negley Farson
James Scott Negley Farson, född 14 maj 1890, död 13 december 1960, var en amerikansk journalist och författare.
Negley Farson utbildade sig till ingenjör vid universitetet i Pennsylvania, blev 1914 anställd vid en firma i Manchester, Storbritannien och kom samma år till Ryssland som företrädare för en vapenfirma. 1915–1917 drev han ett eget bolag. Mot slutet av andra världskriget blev han brittisk stridsflygare med verksamhet i Egypten, varefter han ett par år vistades i British Columbia för att 1923–1924 vara försäljare för ett stort motorföretag i Chicago. 1924 reste Farson som korrespondent för Chicago Daily News till Europa, där han arbetade i skilda länder, främst Storbritannien. 1935 blev Farson frilansjournalist. Från 1940-talet bodde han tidvis i tropikerna. Farson skrev en del romaner och böcker om segling och fiske (Going fishing, 1942, svensk översättning Med spinnspö jorden runt, 1943) samt reportageböckerna Sailing across Europe (1926, svensk översättning 1927), Seing red; today in Russia (1930), The way of a transgressor (1935, svensk översättning En oförbätterlig syndares memoarer 1936), Transgressor in the Tropics (1937) och Behind God's back (1940, svensk översättning 1941).